# 8189 Наруке
8189 Наруке (8189 Naruke) — астероїд головного поясу, відкритий 30 грудня 1992 року.
Тіссеранів параметр щодо Юпітера — 3,191.
Названо на честь Наруке (яп. なるけ(成家) наруке)